# GRU (Russie)
Pour les articles homonymes, voir GRU.
La direction générale des renseignements (GRU) de l'État-Major des Forces armées de la fédération de Russie (russe : Главное разведывательное управление Генерального штаба Вооружённых Сил Российской Федерации, Glavnoïé Razvédyvatel'noïé Oupravlénié General'novo chtaba Vooroujionnykh Sil Rossiiskoï Federatsii ou ГРУ, GRU) est le service de renseignement militaire de la Russie.

## Histoire
La GRU a, entre autres, organisé l’assassinat ciblé d'ennemis de l'État à l’étranger. En 2004, une opération de ce type, réalisée au Qatar contre le responsable indépendantiste tchétchène Zelimkhan Iandarbiev, avait abouti à la condamnation à perpétuité de deux agents du GRU qui furent remis à la Russie en 2005 pour qu'ils y purgent leur peine. Ils furent reçus en héros à leur retour au pays et disparurent aussitôt après. 
Son directeur adjoint, le général Iouri Ivanov, s'est, selon la version officielle, noyé en se baignant dans la Méditerranée lors d’une inspection de la base navale russe de Tartous, en Syrie, en 2010.
En 2010, la GRU est renommée Direction générale (GU). L'État-Major a d'autres directions générales, par exemple une direction générale des communications, une direction générale de l'entraînement, ou une direction générale du personnel. Le terme GRU continue d'être utilisé couramment à l'extérieur de l'état-major, y compris dans des déclarations officielles de Medvedev et Poutine.
Le GRU est cité de manière prééminente dans les accusations d'ingérences russes dans l'élection présidentielle américaine de 2016. Le procureur spécial Robert Mueller a notamment inculpé plusieurs membres du GRU pour avoir piraté informatiquement des systèmes informatiques du parti démocrate. 
Le GRU est également accusé dans l'empoisonnement de Sergueï et Ioulia Skripal au Royaume-Uni. Deux hommes que la police britannique suspecte d'avoir pratiqué l'empoisonnement ont été identifiés par des publications de Bellingcat comme des officiers du GRU.
En 2021, le GRU est publiquement mis en cause par le Premier ministre tchèque Andrej Babiš et son vice-premier ministre Jan Hamáček dans l'explosion, en 2014, de deux entrepôts à Vrbětice. Elle avait causé la mort de deux personnes.
En juin 2022, le service de sécurité néerlandais AIVD annonce avoir empêché un illégal du GRU nommé Sergueï Vladimirovitch Tcherkassov d'accéder à un poste à la Cour pénale internationale à la Haye en utilisant une fausse identité brésilienne.

## Réputation
Service peu connu du grand public, il n'en a pas moins une réputation incontestable d'efficacité. Dans le livre Carnets intimes de la DST, l'ancien haut responsable du contre-espionnage soviétique de la DST française Raymond Nart notera que, par rapport aux officiers du KGB, les officiers du GRU étaient « plus directs et moins politisés mais aussi plus brutaux ». La chute de l'URSS a certes fait perdre au GRU ses moyens de financement, mais ne l'a guère touché au niveau structurel, contrairement au KGB rival (dissout en plusieurs services distincts), très connu et honni, qui a alors dû ralentir ses activités à l'étranger.

## Effectifs
Organisation rivale du Service des renseignements extérieurs de la fédération de Russie (SVR), ses effectifs seraient voisins de douze mille membres.
Entre 2009 et 2011, le GRU subit une réorganisation et réduit ses effectifs de plus d’un millier d’officiers. Le nombre de généraux est passé d’une centaine à une vingtaine.

### Forces spéciales

Emblème des Spetsnaz (Forces spéciales) de la GRU.

Les Spetsnaz de la GRU, unités de renseignement militaire et reconnaissance militaire créées dans les années 1950, sont des forces spéciales militaires. À l'époque, leur rôle était la lutte contre les systèmes mobiles de lancement d'armes nucléaires de type MGM-31 Pershing. Plus tard, leur mission s'est étendue à des actes de sabotage, d'élimination de chefs ennemis, prise d'objectifs stratégiques, reconnaissance, etc. en temps de guerre.
Ils participèrent aux opérations militaires en Afghanistan et en Tchétchénie.
Les Spetsnaz de la GRU comprennent des éléments des forces terrestres, des nageurs de combat ainsi que des troupes aéroportées de la fédération de Russie (les VDV).
Des nageurs de combat sont également présents parmi d'autres groupes d'intervention.

### Directeurs
- Novembre 1991 - août 1992 : Ievguéni Timokhine
- Août 1992 - mai 1997 : Fiodor Ivanovitch Ladyguine
- Mai 1996 - avril 2009 : Valentin Vladimirovitch Korabelnikov
- Avril 2009 - 26 décembre 2011 : Alexandre Chliakhtourov
- 26 décembre 2011 - 1er janvier 2016 : Igor Sergoun
- 1er janvier 2016 - 22 novembre 2018 : Igor Korobov
- 22 novembre 2018 - : Igor Kostioukov

## Culture populaire
- La GRU est représentée dans le jeu vidéo Battlefield 3 : Le Russe. Ce jeu vidéo raconte que le vétéran des Spetsnaz de la GRU, Dima Mayakovsky, devenu mercenaire à son compte, est réintégré sous le chantage au sein de cette organisation afin de déjouer un éventuel attentat terroriste nucléaire visant Paris et New York, attentat planifié par l'ancien protégé et équipier de Dima, Solomon… Pour souligner le caractère secret de la GRU, cette mission est censée ne pas exister.
- Dans la Saison 2 de Madam Secretary, le capitaine Dmitri Petrov est un agent infiltré de la CIA au sein de la GRU.
- Dans Metal Gear Solid 3: Snake Eater, le joueur combat plusieurs fois un agent fictif de la GRU : Revolver Ocelot.
- Dans les septième et huitième saison d'Homeland, Carrie est faite prisonnière par des officiers de la GRU, et le personnage Yevgeny Gromov, joué par Costa Ronin est membre de la GRU.